# Milovice u Hořic
Milovice u Hořic település Csehországban, a Jičíni járásban. Milovice u Hořic Dobrá Voda u Hořic, Bříšťany, Třebnouševes, Stračov és Bašnice településekkel határos. Lakosainak száma 316 fő (2024. január 1.).

## Népesség
A település lakosságának változását az alábbi diagram mutatja:
| Lakosok száma | 341  | 334  | 290  | 213  | 208  | 289  | 309  | 294  | 289  | 316  |
|               | 1869 | 1900 | 1921 | 1961 | 1980 | 2011 | 2016 | 2019 | 2021 | 2024 |